# Johan Hudde

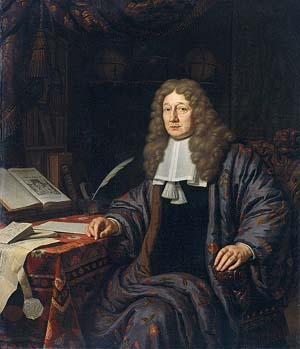
Johann van Waveren Hudde

Johan Hudde, auch Jan Hudde, latinisiert Hudenius, (* 23. April 1628 in Amsterdam; † 15. April 1704 ebenda), heer van Waveren en Sloterdijk, war ein Amsterdamer Stadtregent sowie ein bedeutender Mathematiker des Goldenen Zeitalter.

## Leben und Werk

### Familie
Er entstammte dem Patriziergeschlecht der Hudde. Seine Eltern waren der auf der Levante Handel treibende Kaufmann Gerrit Hudde und Maria Witsen gewesen. Im Jahre 1673 verehelichte er sich mit der zweifachen Witwe Debora Blaeuw (1629–1702). Über deren zweiten Ehemann Johan Oetgens van Waveren gelangte der Titel eines Herren von Waveren (einschließlich der Titel Botshol und Ruige Wilnis) an Johan Hudde. Dieser Ehe entstammten keine Kinder.

### Als Mathematiker

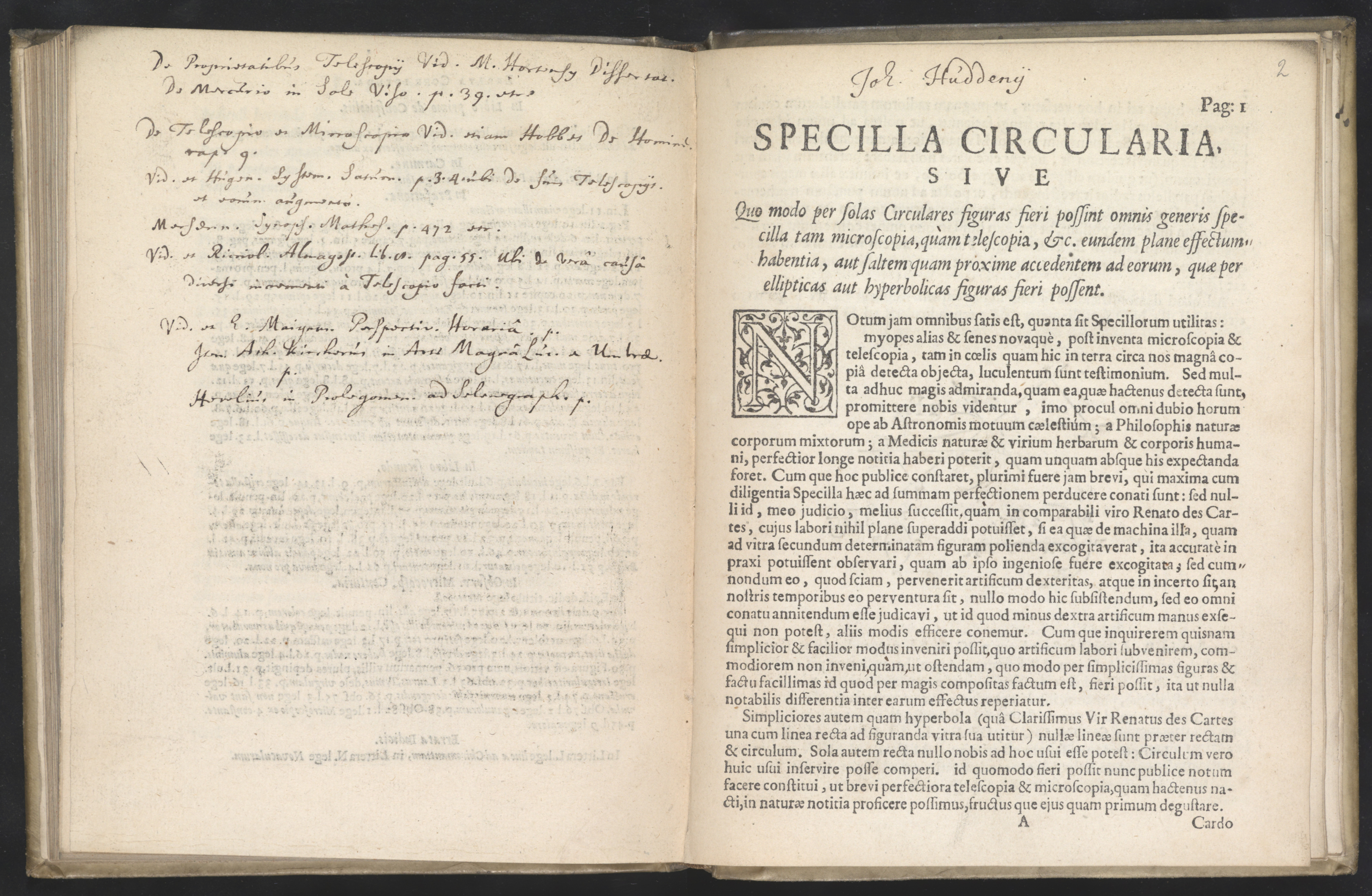
Specilla circularia; ein Text von Johannes Hudde über Teleskope aus 1656

Hudde schrieb sich an der Universität Leiden ein, um dort Rechtswissenschaften zu studieren. Von 1654 bis 1663 arbeitete er an mathematischen Problemen in der Geometriearbeitsgruppe Frans van Schootens. Im Jahre 1656 fand Hudde eine Potenzreihenentwicklung für ln(1 + x), im Jahr darauf arbeitete er an der Teilflutung Hollands mit, um den Vormarsch der französischen Armee zu stoppen. Van Schooten gab eine zweibändige Übersetzung von Descartes La Géométrie (1659–1661) heraus, an dem neben Hudde Johan de Witt und Hendrick van Heuraet mitarbeiteten.
Hudde arbeitete an Minima und Maxima, Gleichungssystemen und Polynomdivision. Er war der Erste, der mit De reductione aequationum ein Algebrabuch herausbrachte, in dem positive und negative Koeffizienten nicht mehr unterschiedlich behandelt wurden. Des Weiteren arbeitete Hudde auch auf den Gebieten der Optik und stellte Linsen für Mikroskope und Teleskope her. Er unterhielt zudem lange brieflichen Kontakt zu Huygens, mit dem er Fragen zur Kanalunterhaltung oder zur Wahrscheinlichkeitsrechnung erörterte.

### Als Politiker
Hudde hatte mit dem Eintritt in die politische Laufbahn sein mathematisches Lebenswerk bereits abgeschlossen. Ab 1663 hatte er verschiedene Positionen in der Stadtverwaltung von Amsterdam inne. Im Sommer des Jahres 1672, dem Rampjaar, wurde aus dem vormaligen Republikaner Hudde ein Anhänger des Hauses Oranien. Nachdem sich Wilhelm III. von Oranien die Macht des ermordeten Johan de Witt sicherte, und der vormalige Amsterdamer Regent Andries de Graeff seiner Ämter enthoben wurde, war er gemeinsam mit seinem Verwandten Gillis Valckenier und Coenraad van Beuningen einer der bestimmenden Personen in der Amsterdamer Stadtregierung, und diente 30 Jahre lang als einer der vier Bürgermeister.
Hudde besaß einen friedliebenden und folgsamen Charakter und folgte in politischen Dingen Valckenier. Nach dem Tod Valckeniers im Jahre 1680 wurde Hudde zu einem sehr mächtigen Mann der Stadtregierung. 1688 war Hudde ein Gegner der für die auf England geplante Invasion auszurüstenden Schiffe. Nicolaas Witsen und Cornelis Geelvinck führten auch Zweifel, stimmten aber schlussendlich der geplanten Invasion von Wilhelm III. von Oranien zu.